# La muchacha del collar de perlas
La muchacha del collar de perlas (en neerlandés Vrouw met parelsnoer) es una pintura del artista Johannes Vermeer realizada en torno a 1664.

## Descripción
La pintura muestra a una mujer, tal vez embarazada, ante el espejo, poniéndose un collar de perlas. 
Ante ella hay una mesa cubierta con varios objetos de belleza, como una brocha para aplicarse polvos y una nota, tal vez como indicación de que se arregla para recibir a su amante. 
La luz del día entra por la ventana y hace revivir los colores amarillos y brillantes de las perlas. En este cuadro, Vermeer vuelve a tratar el dilema entre la virtud y el vicio, en este caso el de la vanidad. Las perlas son símbolo de la vanidad, como indica una ilustración en Groot Schilderboek de Gerard de Lairesse, Ámsterdam, 1707.